# Civilização saô

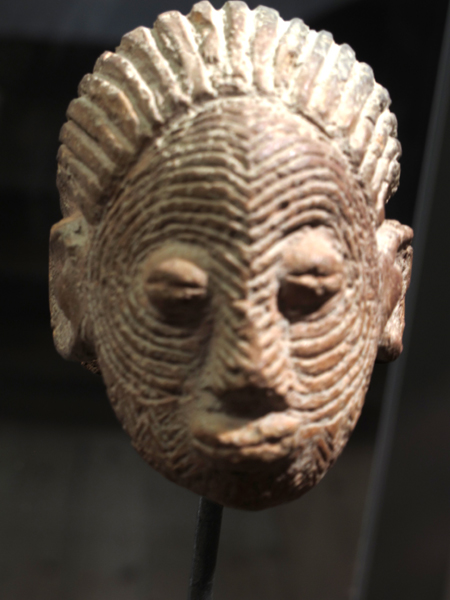
Cabeça da cultura Sao. Terracotta, Woutio, Camarões. Museu de La Rochelle

A Civilização saô floresceu na África Central desde ca. do século VI a.C. ao século XVIII d.C.. Os saôs viviam no rio Chari em torno do lago Chade em território que mais tarde foi incorporado aos atuais Camarões e Chade. São os mais antigos indivíduos a deixar traços claros de sua presença no território dos Camarões. Em algum momento em torno do século XVI, a conversão ao islamismo mudou a identidade cultural dos saôs. Hoje, vários grupos étnicos do norte dos Camarões e sul do Chade, mas particularmente os saras e cotocos, reclamam ascendência nos saôs.

## Origens e declínio
Os saôs pode ter surgido tão cedo quando o século VI a.C. e pelo fim do I milênio a.C., sua presença estava bem estabelecida em torno do lago Chade e próximo do rio Chari. As cidades-Estado dos saôs alcançaram seu ápice em algum momento entre os séculos IX e XV. Embora alguns estudiosos estimam que os saôs do sul do lago Chade duraram até o século XIV ou XV, a opinião majoritária é de que deixaram de existir como uma cultura separada em algum momento no século XVI na sequência da expansão do Império de Bornu. Os cotocos são os herdeiros das antigas cidades-Estado dos saôs.

## Cultura
Pouco se sabe da organização política e cultura dos saôs. Segundo a tradição oral, eram divididos em vários clãs patrilineares unidos numa única unidade por sua língua, raça e religião comuns. Nessas narrativas, são apresentados como gigantes e poderosos guerreiros que lutaram e conquistaram seus vizinhos. Os historiadores esboçam três principais origens aos saôs em base na tradição oral e evidência arqueológica. Uma delas afirma que eram descendentes dos hicsos que conquistaram o Antigo Egito. Eles moveram-se do sul do vale do Nilo à África Central em várias levas sob pressão de invasores.
Os artefatos saôs mostram que eram habilidosos artífices em bronze, cobre e ferro. Achados incluem esculturas em bronze e estátuas de terracota de figuras humanas e animais, urnas funerárias, utensílios domésticos, joalheria, cerâmica altamente decorada e lanças. Grupos étnicos da bacia do lago Chade, como os budumas, gamergus, canembus, cotocos e musguns alegam descender dos saôs. Lebeuf apoia essa conexão e traçou o simbolismo da arte saô nas obras dos subgrupos gutis e tucuris dos povos de Logone-Birni.